# Limnophila galactopoda
Limnophila galactopoda is een tweevleugelige uit de familie Limoniidae. De soort komt voor in het Nearctisch gebied.